# Eremurus pubescens
Eremurus pubescens är en grästrädsväxtart som beskrevs av Aleksei Ivanovich Vvedensky. Eremurus pubescens ingår i släktet Eremurus och familjen grästrädsväxter. Inga underarter finns listade i Catalogue of Life.